# Натхамуни
Натхаму́ни (Nathamuni) (824—924), известный также как Ранганатхаму́ни (Ranganathamuni) — первый учитель (ачарья) вайшнавизма (вайшнавской веданты), дед Ямуначарьи, один из главных предшественников Рамануджи. Другими именами его называют Садамаршана Кула Тилакар (Sadamarsana Kula Tilakar), Соттай Кулатхутху Арасар (Sottai Kulaththu Arasar) и Ранганатха-ачарья (Ranganatha Acharya). Главной заслугой Натхамуни стало объединение философии веданты, основанной на священных текстах Упанишад, «Брахма-сутр» и «Бхагавад-гиты», с духом преданности и служения альваров.
Стотра-ратна (Сокровище гимнов, [восхваляющих Вишну]):

Господи, не думая о моих деяниях, будь милостив [ко мне], видя [моего] деда Натхамуни, мудрого, великого в [своей] искренней любви к Твоим лотосным стопам!— Ямуначарья

## Наследие альваров
Согласно преданию, Натхамуни родился в Виранараянапурам (Viranarayanapuram) возле Котуланадума (Kotulanaduma, Тамилнад) в семье брахманов. При рождении ему дали имя Ранганатха в честь формы Махавишну, которому поклоняются в Южной Индии. Под руководством отца он получил посвящение в веданту и практиковал йогу. Имя «муни» (святой) он получил благодаря своей преданности Господу Ранганатхе и обетам молчания. «Натхамуни» произошло от сокращения «Ранганатха-муни» до «Натха-муни».
Находясь в храме родного города, он услышал, как группа паломников поет какие-то песни. Его поразила необыкновенная красота поэзии, автором которой был Наммальвар. Тогда Натхамуни решил отправиться в Алвартерунагари (Alwarthirunagari, Тамилнад), возле современного Тирунелвели, на поиски остальных стихов.
Путешествуя от храма к храму, Натхамуни собрал и кодифицировал порядка четырёх тысяч тамильских гимнов альваров в единый сборник «Дивья-прабандхам» («Божественное собрание»). Натхамуни воспринимал на слух стихи (тексты не передавались, а заучивались наизусть) и записывал их на пальмовых листьях. Натхамуни посетил все вайшнавские дивья-дешам. В общей сложности ему удалось собрать сочинения двенадцати тамильских альваров. Тем самым наряду с «Тройственным каноном» веданты он обеспечил второй источник философии вишишта-адвайты.

## Оценка деятельности и заслуг
В вайшнавской традиции альвары рассматриваются как предтечи появления школы Рамануджи. Их сочинения в основном представляли любовную и чувственную поэзию. Они не столько способствовали формированию индийской философии, сколько создавали дух преданности и служения, которого не хватало священным текстам. До альваров брахманы полагались на средневековую схоластику, религиозные догмы и логику. По всей видимости, Натхамуни, как и большинство вайшнавских богословов своего времени, придерживался схоластического подхода к вопросам веры. Исходя из фрагментов его сочинения «Ньяя-таттва», можно заключить, что Натхамуни был схоластом, обладавшим живым интересом к философии, и даже к натурфилософии. Натхамуни вдохнул в философию веданты дух преданности и служения. Традиция считает его первым ачарьей школы Рамануджи. Он не заложил каких-либо основ вайшнавизма, однако его усилия уже были обращены к учениям будущей школы. По мнению некоторых индологов, хотя Ямуначарья использовал наследие своего деда, тем не менее как цитируемый авторитет Натхамуни у него не упоминается. Это может свидетельствовать о том, что Натхамуни был не столько ведантистом, сколько найяиком, то есть представителем школы ньяя, полагавшемся на законы логики.

## Сочинения Натхамуни
Натхамуни считается автором двух не сохранившихся работ:
- «Ньяя-таттва» (Nyāyatattva, «Сущность ньяи») — трактат, посвященный гносеология, проблематике, включавший пять разделов (пада): знание (джняна), объект познания (прамея), субъект познания (праматри), действие (карма), логика (ньяя)
- «Йога-рахасья» (Yogarahasya, «Тайное учение йоги») — рассуждение на тему почитания Господа путем постоянной медитации на него.

Первая работа известна по многочисленным ссылкам и цитатам в сочинениях более поздних учителей вишишта-адвайты. Например, Ведантадешика часто приводил цитаты из «Ньяя-таттва». Обе работы были переведены Ямуначарьей в контекст ведантистской традиции.

## Передача по семейной линии
Натхамуни передал гимны альваров двум своим племянникам в Шрирангаме и сделал их декламацию частью ежедневного ритуала в храме Ранганатхасвами, где он исполнял обязанности главы матха (монастыря). По наследству они перешли к его внуку, Ямуначарье, который заложил основы вайшнавской веданты.